# Pieczęć stanowa Kentucky
Pieczęć stanowa Kentucky – jeden z symboli amerykańskiego stanu Kentucky.

## Historia
Podczas drugiego posiedzenia Zgromadzenia Ogólnego Kentucky, 20 grudnia 1792 uchwalono następującą uchwałę:

Uchwalono przez Zgromadzenie Ogólne Kentucky: Gubernator jest uprawniony i zostaje zobowiązany do przedstawienia na koszt publiczny projektu pieczęci stanowej Wspólnoty oraz zlecenia jej wyrycia na podstawie poniższego opisu: dwóch przyjaciół obejmujących się, z nazwą stanu nad głowami i otoczonych mottem: United we stand divided we fall.

Według Johna Browna pierwotnie pieczęć miała przedstawiać „dwóch przyjaciół, ubranych w stroje myśliwskie, z prawymi rękami splecionymi oraz z lewymi, spoczywającymi na ramionach”. Złotnik z Lexington, David Humphreis jako pierwszy wyrył pieczęć, za co otrzymał 12 funtów szterlingów. Pieczęć ta uległa spaleniu w pożarze budynku stanowego Kapitolu w 1814 roku.
Ponieważ opis przyjęty przez Zgromadzenie Ogólne Kentucky nie informował, jak powinni wyglądać „dwaj przyjaciele” ani jak powinni się obejmować, po zniszczeniu oryginału powstało kilka wariantów pieczęci. Niechętni sugerowali, że twórcy nowych wersji pieczęci celowo ukazali nienaturalne pozy stojących mężczyzn, aby zasugerować, że dwaj przyjaciele byli pijani po wypiciu burbona.
W 1857 roku anonimowy artysta otrzymał zlecenie namalowania pieczęci poszczególnych stanów w siedzibie Izby Reprezentantów Kongresu USA. Projekt owego artysty przedstawiał dwóch mężczyzn, przy czym pierwszy ubrany był w buty z koziej skóry oraz w kapelusz, natomiast drugi w strój wizytowy. W artykule z 1952 roku w „The Courier-Journal” stwierdzono, że mężczyźni „stali, jakby każdy zaskoczył drugiego swoim gestem”. 
W 1962 roku Zgromadzenie Ogólne stanu Kentucky doprecyzowało wygląd pieczęci.
Obecnie obowiązująca pieczęć została zaprojektowana przez artystę i byłego burmistrza Hazard, Nana Gormana.

## Symbolika
Powszechnie uważa się, że mężczyzna po lewej to Daniel Boone, natomiast po prawej – Henry Clay. Oficjalnie jednak uznano, że mężczyźni symbolizują wszystkich mieszkańców stanu, a nie konkretne osoby. Motto United we stand, divided we fall pochodzi z amerykańskiej pieśni patriotycznej z czasów wojny o niepodległość Stanów Zjednoczonych, „The Liberty Song”.

## Poprzednie wersje

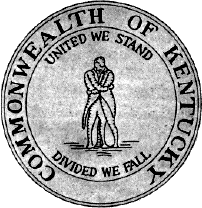
Oryginalna pieczęć Kentucky z dokumentu z około 1800 roku.
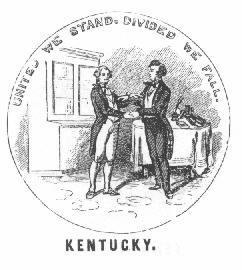
Wersja pieczęci Kentucky używana podczas wojny secesyjnej.
Pieczęć używana przez rząd Konfederacji w Kentucky podczas wojny secesyjnej.